# Трикарико
Трикарико (італ. Tricarico) — муніципалітет в Італії, у регіоні Базиліката,  провінція Матера.
Трикарико розташоване на відстані близько 340 км на південний схід від Рима, 30 км на схід від Потенци, 39 км на захід від Матери.
Населення — 5451 особа (2014).

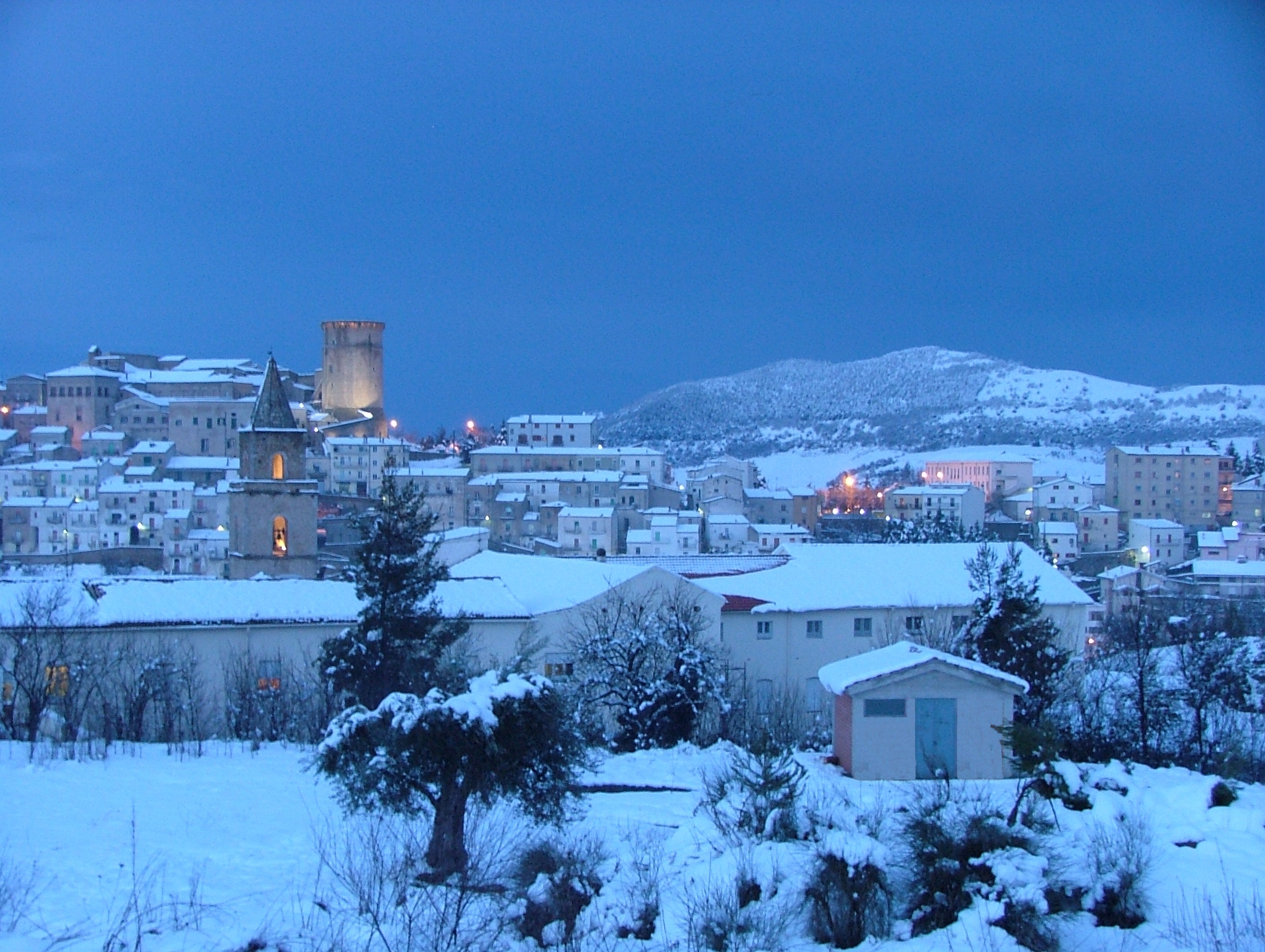

Щорічний фестиваль відбувається 14 січня. Покровитель — San Potito.

## Демографія
Населення за роками:

Станом на 1 січня 2023 року в муніципалітеті офіційно проживав 101 іноземець з 22 країн, серед них 30 громадян країн Євросоюзу.

## Сусідні муніципалітети
- Альбано-ді-Луканія
- Бриндізі-ді-Монтанья
- Кальчіано
- Кампомаджоре
- Грассано
- Гроттоле
- Ірсіна
- Сан-Кірико-Нуово
- Тольве
- Вальйо-Базиліката